# كلب الروك
كلب الروك (بالإنجليزية: Rock Dog)‏ (بالصينية: 摇滚藏獒) هو فيلم رسوم متحركة صيني أمريكي صدر في عام 2016 ، من إخراج آش برانون.

## ملخص القصة
تدور أحداث الفيلم حول أحد الكلاب المنحدرة من فصيلة (كلب الماستيف التيبتي)، حيث يسقط مذياع من السماء لينتهي بين يدي الكلب، ومن هذه النقطة ينطلق الكلب في رحلة طويلة من أجل تحقيق حلمه بأن يكون فنانًا موسيقيًا؛ مما يدخله في سلسلة من الأحداث غير المتوقعة.

## طاقم العمل
- لوك ويلسن بدور بودي[26]
- إدي آيزارد بدور أنجوس سكاترجود[26]
- جي كي سيمونز بدور خامبا[26]
- لويس بلاك بدور ليونكس[26]
- كينان طومسون بدور ريف[26]
- مي وايتمان بدور دارما[26]
- خورخي غارسيا بدور جيرمور[26]
- مات ديلون بدور تري[26]
- سام إليوت بدور فيلتوود ياك[26]

## التقييم
تلقى الفيلم نسبة تأييد 47% من المراجعات على موقع الطماطم الفاسدة بنائاً على 57 مراجعة نقدية، مع متوسط تقييم 10/5.2. على ميتاكريتيك حصل الفيلم على متوسط تقييم 100/48 بناءً على 16 مراجعة، مشيرا إلى ردود فعل متباينة أو متوسطة.

## الميزانية والإيرادات
بلغت تكلفة إنتاج الفيلم حوالي 60 مليون دولار بينما حقق إيرادات تقدر بـ 24.1 مليون دولار.

## وصلات خارجية
- كلب الروك على موقع IMDb (الإنجليزية)
- كلب الروك على موقع ميتاكريتيك (الإنجليزية)
- كلب الروك على موقع روتن توميتوز (الإنجليزية)
- كلب الروك على موقع نتفليكس (الإنجليزية)
- كلب الروك على موقع قاعدة بيانات الأفلام العربية
- كلب الروك على موقع ألو سيني (الفرنسية)
- كلب الروك على موقع Turner Classic Movies (الإنجليزية)
- كلب الروك على موقع أول موفي (الإنجليزية)
- كلب الروك على موقع بوكس أوفيس موجو (الإنجليزية)
- كلب الروك على موقع فيلمافينيتي (الإسبانية)